# Broadwell (Oxfordshire)
Broadwell is een civil parish in het bestuurlijke gebied West Oxfordshire, in het Engelse graafschap Oxfordshire met 218 inwoners.